# Citrusmineermot
De citrusmineermot (Phyllocnistis citrella) is een vlinder uit de familie mineermotten (Gracillariidae). De wetenschappelijke naam is voor het eerst geldig gepubliceerd in 1856 door Stainton.
De soort komt voor in Europa.